# کیم سان-هو
این یک نام کره‌ای است؛ نام خانوادگی کیم است.
کیم سان-هو (کره‌ای: 김산호؛ زادهٔ ۱۲ فوریه ۱۹۸۲) بازیگر اهل کره جنوبی است. کیم بیشتر به خاطر ایفای نقش در تئاترهای موزیکال شناخته می‌شود و در تولیدات استیج‌های کره‌ای همچون گریس، The Fantasticks، و موزیکال جوک‌باکس کیم کوانگ-سوک به نام روزها ایفای نقش کرده‌است. در تلویزیون، او در درام عشق، عشق من و چندین فصل سیتکام خانم یونگ‌ئه بی‌ادب حضور پیدا کرده‌است.

## فیلم‌شناسی

### فیلم
| سال  | عنوان                    | نقش           |
| ---- | ------------------------ | ------------- |
| ۲۰۰۸ | اتنظار دیوانه            | جونگ اونگ-سوک |
| ۲۰۱۰ | یک دوست نیازمند (یوییدو) | پارک مین-هیوک |
| ۲۰۱۱ | پارتنر مخفی من           | مین-سو        |